# Poluvsianská skalní jehla
Poluvsianská skalní jehla (slovensky Poluvsianska skalná ihla) je přírodní památka v katastrálních územích Poluvsie nad Rajčankou a Rajecké Teplice v okrese Žilina na Slovensku. Chráněné území bylo vyhlášeno roku 1965 a jeho rozloha je 1,95 hektaru. Předmětem ochrany je skalní jehla tvořená dolomitem.

## Popis skalního tvaru
Jde o dolomitovou skalní jehlu, jejíž základna je má rozměry zhruba 11 x 5 metru a která je vysoká přibližně 15 metrů. Od přilehlého masivu Slnečných skal tuto skálu oddělily erozní přírodní procesy za přispění tektonického narušení. Poluvsianská skalní jehla je významným geologickým a geomorfologickým objektem jak z vědeckého a naučného, tak i z estetického hlediska. Pro svoji snadnou dostupnost (nachází se přímo vedle silnice z Rajeckých Teplic do Žiliny a jen několik metrů od železniční zastávky Poluvsie na regionální trati z Žiliny do Rajce) byla v minulosti využívána pro základní horolezecký výcvik, avšak s ohledem na stav skalních puklin ve střední a horní části byla zde tato činnost zakázána.